# François Tousignant
Pour les articles homonymes, voir Tousignant.
François Tousignant est un compositeur, professeur et critique musical canadien.

## Biographie
Après des études au Conservatoire de musique et d'art dramatique du Québec à Gatineau, à l'Université d'Ottawa avec Luis de Pablo, à l'École normale de musique de Paris avec Max Deutsch de 1977 à 1979 et à l'Université de Montréal avec Serge Garant, il entreprend une carrière de compositeur, conférencier, professeur et critique musical. 
En 1982, il remporte le deuxième prix du prix Sir Ernest MacMillan de la Société canadienne des auteurs, compositeurs et éditeurs de musique (SOCAN) avec la composition Durées.
En 1984, il compose une messe pour la visite du pape Jean-Paul II à Ottawa. En 1984-1985, il est directeur musical d'une série de concerts de musique contemporaine à la Maison du Citoyen à Gatineau. Grâce à une bourse de l'Université d'Ottawa, il effectue un stage à l'Institut de recherche et coordination acoustique/musique (IRCAM) à Paris de 1986 à 1987.
Il enseigne ensuite à l'Université d'Ottawa de 1979 à 1988, avant de devenir professeur à l'Université de Montréal en 1988. En plus de ses compositions, dans lesquelles il travaille principalement avec l'approche sérielle, François Tousignant s'est également fait connaître comme critique musical pour le journal Le Devoir durant onze ans (1994-2005) et chroniqueur pour le magazine L’actualité. On lui doit également diverses contributions avec Carole Simard-Laflamme à l'écrit et à la sonorisation d'expositions. Il est également un conférencier recherché, notamment au Centre d’arts Orford et au Centre national des arts à Ottawa, et un invité régulier sur les ondes de la Société Radio-Canada.

## Œuvres
- Conflits, pour flûte solo, 1973.
- Sona, cycle de huit pièces pour piano seul, 1973.
- Série II, 1973.
- Quatre incantations, pour voix et piano, 1974.
- Quatuor à cordes, 1974.
- Tiré d’un nom, 12 septembre 1974.
- Prince heureux, musique de scène pour l'adaptation théâtrale de l’œuvre d'Oscar Wilde, 1975.
- La muse vénale, texte de Charles Baudelaire, pour sakuhachi, violoncelle, voix de baryton et bande magnétique, 1975.
- Deux poèmes, texte de Walt Whitman, pour alto et orchestre,1976.
- Musique sur des textes de Paul Éluard, pour soprano, piano électrique, violoncelle, guitare, trois percussionnistes, 1976.
- Deux poèmes, pour piano, 1977.
- Portraits robot, trois pièces pour piano seul, 1977.
- Premiers sonnets sur r.m. rilke, pour baryton, piano, guitare, deux clarinettes, deux violoncelles, deux percussionnistes, 1977.
- Et plus tard un ange..., pour sextuor à cordes et pianos, 1978.
- La chevelure, texte de Stéphane Mallarmé, fantaisie pour trois sopranos et piano électrique, commande de l'État français pour souligner le centenaire de naissance d'Alfred Cortot et le cinquantenaire de la salle portant son nom, 1978.
- Cérémonial, pour flûte, violoncelle et piano, 1978.
- Variations, pour hautbois d'amour, alto, clarinette basse, basson, cor et deux violoncelles, 1979.
- La périchole, réorchestration de l'œuvre de Jacques Offenbach pour dix-sept instruments, 1980
- Quatre études, pour piano seul, 1981.
- Anatole, sans paroles, 8 courtes pièces pour violoncelle et piano, 1982.
- Durées, pour orchestre, 1982.
- Cris, pour ondes Martenot, piano et percussion, 1983.
- Sonate, pour clavecin, 1983.
- Histoire, pour clarinette et piano, ou clarinette et quatuor à cordes, 1984.
- Portrait, images recueillies avant la mort, théâtre musical, d'après Baudelaire, en cinq tableaux, pour hautbois (+ cor anglais), clarinette, basson (+contrebasson), piano électrique, percussions, violoncelle, contrebasse à 5 cordes, soprano (muse), baryton-basse (poète), 1984.
- Gloria, acclamations et sanctus, pour chœur mixte, quatre trompettes, quatre trombones, timbales et orgue, 1984.
- Onze, pour orgue, 1984.
- Les contes poldaves, musique d'accompagnement pour la pièce d’André Rousseau, 1985.
- Neuf, pour orchestre, 1986.
- Miniatures, pour piano, 1986.
- Étude pour Shayol no 3, pour violon et voix de femme, sur un texte de Rainer Maria Rilke tiré de Vergers, 1986.
- Étude pour Shayol no 4, pour DX-7, violon et voix de femme, sur des textes de Vergers de Rainer Maria Rilke, 1987.
- Trois paysages proustiens, pour DX-7-piano, percussion et voix de femme, commande de la Société Radio-Canada, 1987.
- Étude pour Shayol no 4bis, pour DX-7, violon et voix de femme, 1988.
- Diptyque, pour orchestre, 1988.
- Sonate, version pour piano, 1988.
- Variations sur un thème de beethoven, pour piano seul, 1992.
- Symphonie de chambre, pour ténor et dix-neuf instrumentistes, 1993.
- La Planète Shayol, livret du compositeur sur une nouvelle de Cordwainer Smith, 1993.
- Pour Lise, pour flûte et piano, 1994.
- Deuxième symphonie de chambre, 1994.
- Première Élégie de Duino, pour soprano, baryton, sons synthétiques et piano en coulisse, 2006.

### Œuvres multimédia
- Masque et musique. 10 masques, 10 créateurs, 10 compositeurs, co-commissaire avec Marie Pelletier et Carole Simard-Laflamme, 1999.
- Le Jardin de ma mère, bande sonore Trois paysages proustiens, de François Tousignant, 2000.
- Sonorisation, pour Habit-Habit-Habitus de Carole Simard-Laflamme, 2005.
- Rouleaux Sonores, exposition Resonare fibris de Carole Simard-Laflamme, 2005.
- Tapis sonore, création au Symposium international d’art contemporain de Baie-Saint-Paul, 2006.
- Resonare Fibris, exposition de Carole Simard-Laflamme, 2006.
- Un pas toujours forgera le destin, exposition éponyme de Carole Simard-Laflamme, 2008.
- Rubans sonores, en collaboration avec Carole Simard-Laflamme, 2009.

## Publications
- Articles dans Circuit et dans la Revue de musique des universités canadiennes.
- « Là où tu n’es pas, je suis », dans DE NATURA, Carole Simard-Laflamme, éditions d’art Le Sabord, 1997.
- « Les sons », dans Et je danse, hommage à Rimbaud, Carole Simard-Laflamme, plaquette pour le Musée des Beaux-Arts de Chartres, France, 2000.
- « L’opéra de la vie selon Proust », in DE NATURA, Une analogie sur trame proustienne, Musée des beaux-arts du Chartres, France, 2001.
- Les paperoles proustiennes, collaboration avec Carole Simard-Laflamme, Musée des beaux-arts de Chartres, France, 2001.
- « De l’écoute consciente à l’inconsciente symphonie », dans Habit Habitat Habitus, de Carole Simard-Laflamme, éditions d'art Le Sabord, 2002.
- Vox fibrae, une analogie entre les fibres et la musique, éditions d’art Le Sabord, 2005.

## Discographie
- 2021 : Musique de François Tousignant, par Ensemble Paramirabo (Centredisques)8 œuvres pour voix

## Sources
- Canadian Music Centre | Centre de Musique Canadienne, « François Tousignant: Biographie », sur musiccentre.ca (consulté le 21 janvier 2020).
- « Tousignant, François | l'Encyclopédie Canadienne », sur thecanadianencyclopedia.ca (consulté le 21 janvier 2020).
- Lyne Desormeaux, « François Tousignant : devenir un intervenant dans sa communauté », Liaison no. 38,‎ printemps 2986, p. 44.